# Sára Karasová
Sára Karasová (* 2001) je česká pušková sportovní střelkyně ze Šenova u Ostravy, dvojnásobná juniorská mistryně Evropy v kategorii sportovní malorážka 60 ran.

## Přístup ke střelbě
Její styl střelby se vyznačuje rychlostí, kdy při závodech mnohdy využije pouze necelou polovinu určeného času. Podle ní samotné se tím eliminuje možnost nedostřílení závodu v případě poruchy zbraně. Podle trenéra je přemýšlivá, ví hodně o balistice a je na tom výborně po fyzické stránce.
Sportovní střelbě se věnuje naplno od roku 2013, předtím se věnovala baletu, tanci a hře na kytaru.

## Střelecké úspěchy
Nástřelem 300 bodů na MČR v Plzni dne 5. dubna 2014 se stala spoludržitelkou českého rekordu v kategorii "Vzduchová puška 30 ran vleže (terč mezin. ISSF) - žákyně 13 a 14 let".
Jejím největším úspěchem je zisk 1. místa na Mistrovství Evropy v kulové sportovní střelbě v ázerbájdžánském Baku v juniorské kategorii sportovní malorážky 60 ran a na stejném závodě i zisk 1. místa ve stejné disciplíně v kategorii družstev - spolu s Nikolou Foistovou a Kateřinou Kolaříkovou. A to i navzdory velmi těžkým povětrnostním podmínkám: „Vítr mi nadzvedával startovní číslo na zádech. A pohazoval mi i s hlavní.“
Družstvo juniorek se na juniorském MS v Suhlu v roce 2017 (ve složení Sára Karasová, Kateřina Kolaříková a Nikola Foistová) umístilo na 5. místě v disciplíně sportovní malorážka 60 ran.
Na světovém poháru juniorů 2018 v německém Suhlu se družstvo České republiky ve složení Sára Karasová, Kateřina Kolaříková a Sabina Thurnwaldová umístilo v disciplíně sportovní malorážka 60 ran na prvním místě.

## Soukromý život
V roce 2016 byla oceněna starostou města Šenov za své studijní úspěchy a reprezentaci školy a města. Od roku 2016 studuje na Matičním gymnáziu v Ostravě.